# Popielec (akwarela Juliana Fałata)
Popielec – powstały w 1881 obraz autorstwa polskiego malarza Juliana Fałata.
Obraz powstał podczas pobytu malarza w Rzymie na przełomie 1880-1881. Jest uważany za najlepsze dzieło artysty z początkowego okresu twórczości. Akwarela była wielokrotnie przedrukowywana. Wystawiano ją w Monachium (Kunstverein 1881), Krakowie (TPSP 1881), Warszawie (Salon Krywulta 1882) oraz na Międzynarodowej Wystawie Sztuki w Wiedniu w 1882. Dzieło jest sygnowane przez autora.
Artysta przedstawił obrzęd posypania głów popiołem podczas mszy św. w Środę Popielcową. Osoby w różnym wieku klęczą przy balaskach w jednej z rzymskich świątyń. Starszy kapłan ubrany w przedsoborowy ornat modli się i sypie im na głowy szczypty popiołu. Kościół jest rozświetlony blaskiem południowego słońca. Na twarzach modlących widać nie smutek lecz skupienie i zadumę.